# Lowrider

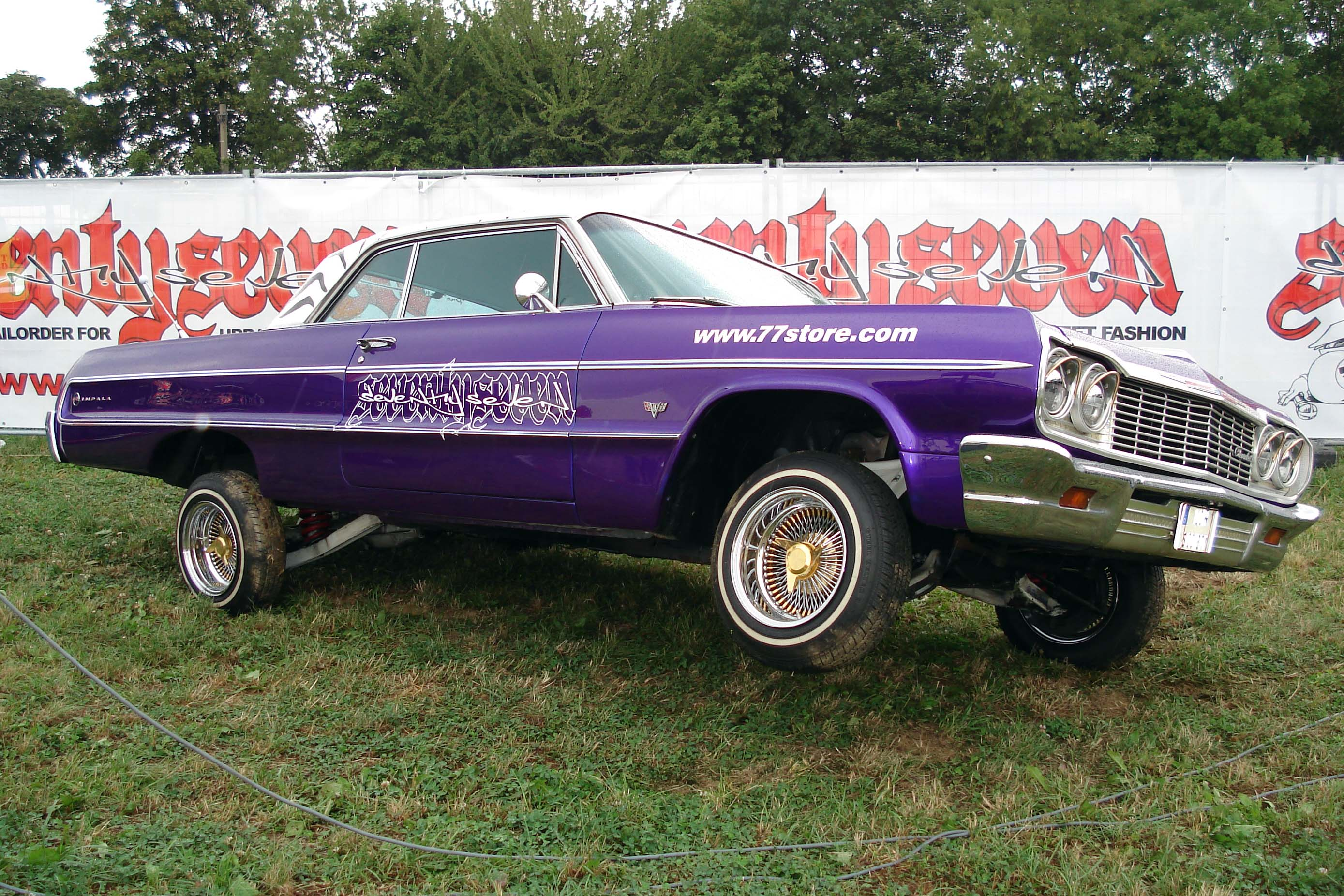
Chevrolet Impala 1964 lowrider

Con il termine lowrider negli U.S.A. si intende una vettura le cui sospensioni siano state modificate, spesso sostituite da altre di tipo idraulico, per rendere possibile l'estremo abbassamento dell'automobile oppure far compiere al corpo vettura veri e propri movimenti ritmici.

## Caratteristiche
Le lowrider sono di solito costruite su vetture di fabbricazione statunitense risalenti agli anni cinquanta o sessanta in quanto di solito sono già basse nella versione originale. In piccola percentuale sono stati modificati anche veicoli degli anni quaranta, oltre che, negli ultimi tempi e per ragioni di disponibilità, anche automobili degli anni settanta fino alle vetture contemporanee.

Principalmente vengono trasformate in lowrider le automobili prodotte dalla Chevrolet (soprattutto le Impala), anche se vengono usate auto della Ford e altri marchi della General Motors.
Per abbassare l'auto si può ricorrere anche alla pratica chiamata chopping, che prevede di abbassare i montanti del tetto e i finestrini, oppure al channeling, in cui si riduce l'altezza della carrozzeria.
Le vetture lowrider hanno di solito una verniciatura appariscente, realizzata con colori differenti, metallizzati o perlacei, grandi immagini realizzate con vernice a spruzzo, pneumatici con la fascia bianca, cerchioni e borchie delle ruote cromati.
Le trasformazioni estetiche principali che riguardano le lowrider comprendono l'illuminazione completa dell'abitacolo, la tappezzeria in velluto per gli interni e il cruscotto, l'aggiunta di ulteriori specchietti retrovisori, finestrini oscurati.

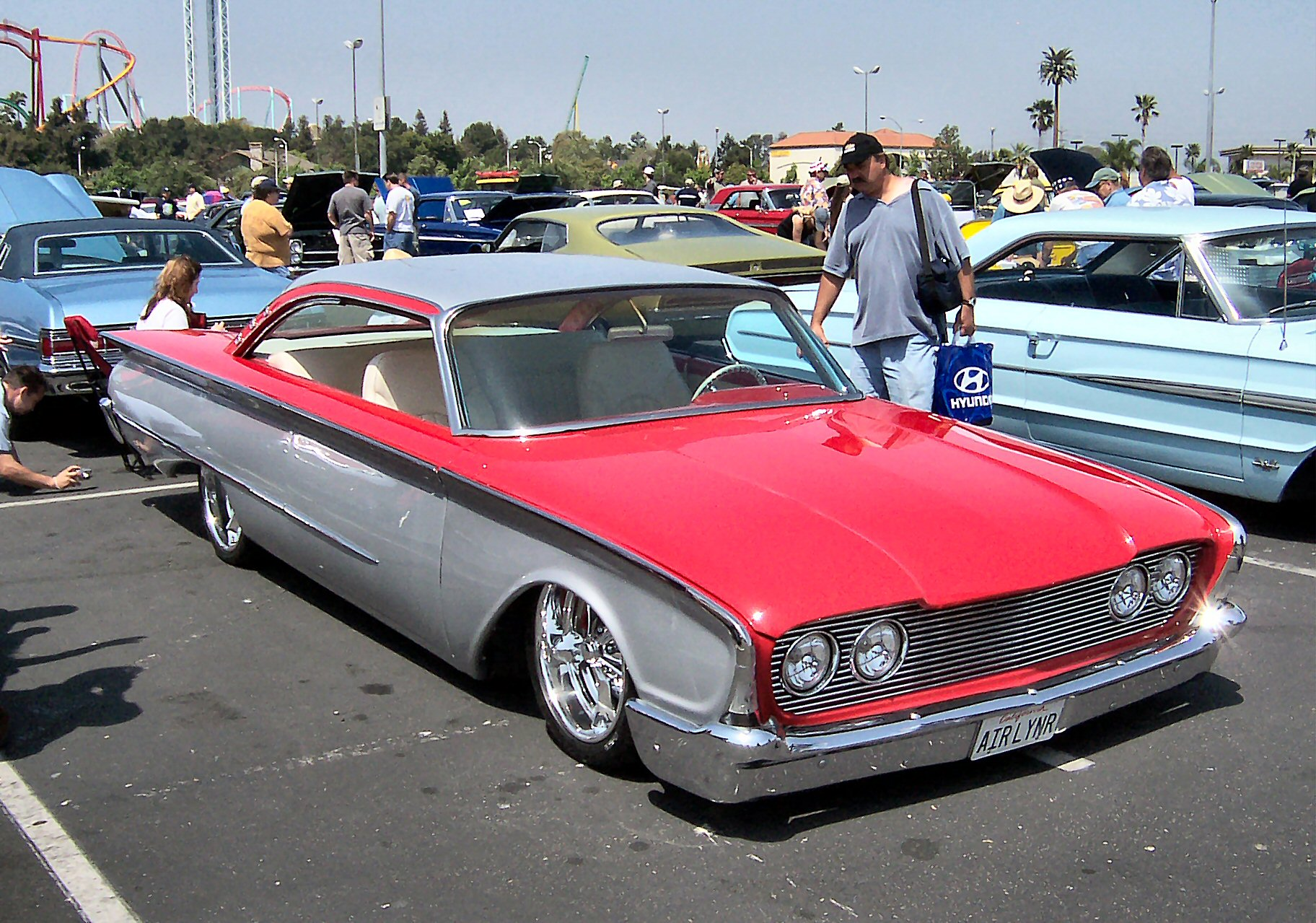
Ford Galaxie 1960

Il sistema delle sospensioni idrauliche montato su queste vetture permette di alzare l'auto mentre vengono percorse strade sterrate. Questa caratteristica è stata portata all'estremo nell'Hitting Switches, cioè nel far, letteralmente, saltare l'auto sulle ruote. A volte questa pratica viene anche chiamata jumpcar o hopper.
Un'altra aggiunta particolare è data dal montaggio di una lastra in ferro sotto la vettura. Lo scopo è quello di produrre, quando l'auto è in movimento e viene completamente abbassata, una vera e propria scia di scintille sfregando la lastra contro l'asfalto.

## Origine ed attualità
Inizialmente il lowriding era un'espressione caratteristica della cultura chicano, cioè della popolazione di origine messicana e più in generale di lingua ispanica, ma ormai queste vetture si sono diffuse nella cultura afroamericana, gangster e in ogni etnia.
La cultura lowrider è stata anche celebrata nella canzone Lowrider del gruppo funk War del 1975. Anche i Cypress Hill dedicano una canzone alle lowrider, anche questa intitolata Lowrider.